# Meridià 124 a l'oest
El meridià 124 a l'oest de Greenwich és una línia de longitud que s'estén des del pol Nord travessant l'oceà Àrtic, Amèrica del Nord, el Golf de Mèxic, l'oceà Pacífic, l'oceà Antàrtic, i l'Antàrtida fins al pol Sud.
El meridià 124 a l'oest forma un cercle màxim amb el meridià 56 a l'est. Com tots els altres meridians, la seva longitud correspon a una semicircumferència terrestre, uns 20.003,932 km. Al nivell de l'Equador, és a una distància del meridià de Greenwich de 13.804 km.

## De Pol a Pol
Començant en el pol Nord i dirigint-se cap al pol Sud, aquest meridià travessa:
| Coordenades                               | País, territori o mar  | Notes |
| ----------------------------------------- | ---------------------- | --- |
| 90° 0′ N, 124° 0′ O / 90.000°N,124.000°O  | Oceà Àrtic             | |
| 76° 10′ N, 124° 0′ O / 76.167°N,124.000°O | Mar de Beaufort        | |
| 75° 8′ N, 124° 0′ O / 75.133°N,124.000°O  | Estret de McClure      | |
| 74° 24′ N, 124° 0′ O / 74.400°N,124.000°O | Canadà                 | Territoris del Nord-oest — Illa de Banks |
| 73° 51′ N, 124° 0′ O / 73.850°N,124.000°O | Mar de Beaufort        | Badia de Burnett |
| 73° 40′ N, 124° 0′ O / 73.667°N,124.000°O | Canadà                 | Territoris del Nord-oest — Illa de Banks |
| 71° 40′ N, 124° 0′ O / 71.667°N,124.000°O | Golf d'Amundsen        | |
| 69° 23′ N, 124° 0′ O / 69.383°N,124.000°O | Canadà                 | Territoris del Nord-oest — travessa el Gran Llac dels Ossos Yukon — per uns 7 km des de 60° 6′ N, 124° 0′ O / 60.100°N,124.000°O, la part més oriental del territori Colúmbia Britànica — des de 60° 0′ N, 124° 0′ O / 60.000°N,124.000°O |
| 49° 33′ N, 124° 0′ O / 49.550°N,124.000°O | Estret de Geòrgia      | |
| 49° 14′ N, 124° 0′ O / 49.233°N,124.000°O | Canadà                 | Colúmbia Britànica — Illa de Vancouver |
| 48° 24′ N, 124° 0′ O / 48.400°N,124.000°O | Estret de Juan de Fuca | |
| 48° 10′ N, 124° 0′ O / 48.167°N,124.000°O | Estats Units           | Washington Oregon — des de 46° 16′ N, 124° 0′ O / 46.267°N,124.000°O |
| 46° 12′ N, 124° 0′ O / 46.200°N,124.000°O | Oceà Pacífic           | Passa a l'oest de la costa d'Oregon, Estats Units |
| 45° 5′ N, 124° 0′ O / 45.083°N,124.000°O  | Estats Units           | Oregon Califòrnia — des de 42° 0′ N, 124° 0′ O / 42.000°N,124.000°O |
| 39° 59′ N, 124° 0′ O / 39.983°N,124.000°O | Oceà Pacífic           | |
| 60° 0′ S, 124° 0′ O / 60.000°S,124.000°O  | Oceà Antàrtic          | |
| 73° 34′ S, 124° 0′ O / 73.567°S,124.000°O | Antàrtida              | Territori no reclamat |